# Мадам Дюбаррі (фільм)
«Мадам Дюбаррі» (нім. Madame DuBarry) — німий німецький історичний фільм 1919 року режисера Ернста Любіча з Полою Неґрі у ролі мадам Дюбаррі та Емілем Яннінгсом у ролі короля Людовика XV.

## Сюжет
XVIII століття, Франція часів революції. Ставши всемогутньою фавориткою короля Людовик XV, графиня дю Баррі (Пола Негрі), у минулому учениця модистки, звільняє з в'язниці свого коханця Армана де Фуа (Гаррі Лідтке), якого ув'язнили за вбивство суперника на дуелі, і призначає його королівським охоронцем у палаці. Для Армана його нове становище стає обтяжливим і він замишляє змову, ставлячи шевця Пайє (Александр Екерт) на чолі революційних починань.
Пайє очолює депутацію до палацу в той самий момент, коли король смертельно захворює чорною віспою. Зустрівши шевця на сходах, мадам дю Баррі заарештовує його і ув'язнює в Бастилію. Згодом Арман підіймає народ на штурм сумнозвісного темниці, символізуючої абсолютистську владу. Людовик XV помирає, а його фаворитка, вигнана з палацу, постає перед Революційним трибуналом, який очолює Арман. Він намагається врятувати мадам дю Баррі, але Пайє не дає здійснити цей акт милосердя ‒ він вбиває Армана і засуджує мадам дю Баррі до страти.

## В ролях
| Актор/акторка          |   | Роль                   |
| ---------------------- | - | ---------------------- |
| Пола Неґрі             | • | Жанна / Мадам дю Баррі |
| Еміль Яннінгс          | • | Людовик XV             |
| Гаррі Лідтке           | • | Арман де Фуа           |
| Едуард фон Вінтерштайн | • | граф Жан дю Баррі      |
| Фред Іммлер            | • | кардинал Рішельє       |
| Карл Платен            | • | Вільгельм дю Баррі     |
| Бернгард Ґецке         | • | революціонер           |
| Александр Екерт        | • | Пайє                   |
| Пауль Вегенер          | • | епізод                 |

## Прем'єра
Прем'єра фільму відбуласа в найбільшому берлінському кинотеатрі «УФА-Паласт» 18 вересня 1919 року в день першого його відкриття його для публіки.

## Факти
«Мадам Дюбаррі», був першим німецьким фільмом, призначеним для експорту до США. Його показали у Нью-Йорку 12 грудня 1920 року.